# Coll d'Harlé
El Coll d'Harlé és una collada que es troba en límit dels termes municipals de la Vall de Boí (Alta Ribagorça) i de Naut Aran (Vall d'Aran), situada en el límit del Parc Nacional d'Aigüestortes i Estany de Sant Maurici i la seva zona perifèrica.
«Pren el seu nom dels germans francesos que en 1912 conquerien aquests cims».
El coll està situat a 2.728,4 metres d'altitud, en la cresta de la Serra de Tumeneia, entre la Punta d'Harlé (S) i, el Mussol de Tumeneia i el Pa de Sucre (NE); comunica la nord-occidental Vall de Valarties amb la sud-oriental Capçalera de Caldes.

## Rutes
Dues són les rutes més habituals per arribar al coll:
- des del Refugi de la Restanca via Lac de Mar i Estanh Gelat dera Aubaga.
- des del Refugi Joan Ventosa i Calvell, via la riba meridional de l'Estany de Travessani, els Estanys de Tumeneia i l'Estany Cloto.

Des del coll es poden atacar la Punta d'Harlé, el Mussol de Tumeneia i el Pa de Sucre.